# 1952
Het jaar 1952 is een jaartal volgens de christelijke jaartelling.

## Gebeurtenissen
januari
- 1 – Jordanië krijgt een nieuwe grondwet die uitgaat van de ministeriële verantwoordelijkheid.
- 14 – In Nederland wordt de distributie van koffie afgeschaft, waarmee aan de rantsoenering van voedsel en andere levensbehoeften wegens de Tweede Wereldoorlog een einde komt.
- 15 – De Orkneyeilanden worden getroffen door een orkaan, die een aantal huizen en boerderijen verwoest.
- 26 – Daags nadat het Britse leger een politiepost in Caïro heeft aangevallen, waarbij 43 doden zijn gevallen, komen Egyptische burgers en politieagenten in opstand tegen het Britse leger. Bij deze "zwarte zaterdag" vallen dertig doden en honderden gewonden. De Wafd-regering van Nahas Pasha kijkt toe en treedt nauwelijks op.

februari
- 6 – George VI van het Verenigd Koninkrijk overlijdt in Sandringham House.
- 7 – Elizabeth II van het Verenigd Koninkrijk, koningin sinds 6 februari, wordt beëdigd. De kroning komt een jaar later.
- 15 – De 6e Olympische Winterspelen worden te Oslo door prinses Ragnhild geopend.
- 18 – Griekenland en Turkije treden toe tot de NAVO.

maart
- 10 – De Sovjetleider Stalin lanceert een plan voor een herenigd Duitsland als neutraal land.
- 10 – In Cuba komt generaal Fulgencio Batista door een staatsgreep opnieuw aan de macht.
- 11 – Parlementsleden van de Egyptische Wafd weigeren samen te werken met de nieuwe regering van Hilali Pasha. Omdat zij een meerderheid hebben in het parlement, zal dit door koning Faroek worden ontbonden.
- 14 – In Qumran, ten Zuiden van Jericho wordt een derde grot gevonden met Dode Zeerollen.
- 16 – De stuwdam in de Isère ter plaatse van het dorp Tignes wordt in gebruik gesteld. De bewoners worden ontruimd om elders met hulp van de overheid opnieuw te beginnen.
- 21 – In Nederland worden de laatste doodvonnissen voltrokken die in de bijzondere rechtspleging zijn uitgesproken. De Nederlandse SS'er Andries Pieters en de Duitse SD'er Artur Albrecht worden op de Waalsdorpervlakte door een vuurpeloton doodgeschoten. Het totaal van terechtgestelden komt hiermee op veertig.
- 27 – Tijdens de onderhandelingen voor het Verdrag van Luxemburg wordt een bomaanslag op de West-Duitse bondskanselier Adenauer gepleegd, waarbij een Duitse agent om het leven komt. Het wordt al snel duidelijk dat de aanslag uit de hoek van de

zionistische terreurorganisatie Irgun komt, maar om de broze betrekkingen niet te belasten wordt hier door Duitsland geen werk van gemaakt.
april
- 8-15 – Gesteund door de nationale politie, mijnwerkers en studenten vindt in Bolivia een staatsgreep plaats. Na drie dagen van bloedige gevechten, die duizenden slachtoffers eisen, wordt de militaire junta van generaal Ballivian afgezet. Op 15 april wordt Víctor Paz Estenssoro benoemd tot president.
- 15 – Eerste testvlucht van de Amerikaanse B-52 bommenwerper.
- 25 – In Duitsland wordt de nieuwe deelstaat Baden-Württemberg gesticht.
- 28 – Inwerkingtreding van het Vredesverdrag van San Francisco; Japan herwint zijn soevereiniteit.

mei
- 7 – Geoffrey Dummer publiceert het eerste concept voor een geïntegreerde schakeling.
- 21 – Het Amsterdam-Rijnkanaal wordt geopend.
- 31 – Het sprookjesbos De Efteling in Kaatsheuvel wordt geopend.

juni
- 10 – In België treedt de Veiligheidswet in werking. Deze wet bevat de reglementeringen inzake gezondheid en de veiligheid van de werknemers, alsmede de reglementeringen inzake de hygiënische gesteldheid van het werk en de werkplaatsen.
- 21 – De ARRA I, de eerste in Nederland gebouwde computer, wordt officieel in bedrijf gesteld.
- 22 – Honderd jaar na zijn sterfdag wordt het stoffelijk overschot van Louis Braille, de uitvinder van het blindenschrift, bijgezet in het Panthéon te Parijs.

juli
- 2 – In Den Haag wordt de miniatuurstad Madurodam geopend ter herinnering aan de Curaçaose verzetsman George Maduro. prinses Beatrix wordt de eerste burgemeester.
- 9 tot 12 – De Oost-Duitse communistische partij 
SED besluit op het tweede partijcongres in Oost-Berlijn tot maatregelen voor de vorming van collectieve bedrijven.
- 23 – In Egypte neemt het Comité van Vrije Officieren onder leiding van Gamal Abdel Nasser de macht over van de regering van Hilali Pasha. Koning Faroek wordt afgezet.
- 23 – De Europese Gemeenschap voor Kolen en Staal (de EGKS) is opgericht.
- 25 – Puerto Rico wordt een vrijstaat verbonden met de Verenigde Staten van Amerika.
- 26 – Nasser en de zijnen schuiven generaal Naguib naar voren als premier en regent.
- Tijdens de Olympische Spelen in Helsinki wint Emil Zátopek voor Tsjecho-Slowakije goud op de 5000 meter, de 10 000 meter en de marathon.
- Definitieve afsluiting van de Braakman, een zeearm van de Westerschelde in Zeeuws-Vlaanderen.

augustus
- 2 – In Nederland gaat het televisiebeeld tot 18 augustus op zwart wegens vakantie.
- 17 – De eerste Grand Prix Formule I van Nederland op Zandvoort wordt gewonnen door Alberto Ascari in Ferrari.
- Tijdens hevige regenval wordt het anders zo pittoreske Engelse dorpje Lynmouth verzwolgen door de buiten zijn oevers tredende rivier de Lyn. Er vallen 32 slachtoffers en er zijn honderden daklozen.

september
- 13 - Eerste aflevering van de strip Jip en Janneke door Annie M.G. Schmidt en Fiep Westendorp in dagblad Het Parool.
- 28 –  In Suriname wordt de eerste sterrit (rally) georganiseerd door de onlangs opgerichte Surinaamse Motorrijders Vereniging. Er worden twee etappes van bij elkaar 167 kilometer verreden door 45 deelnemers.

oktober
- 3 – Eerste Britse atoomtest in Australië – hiermee wordt het Verenigd Koninkrijk de derde atoommacht, naast de Verenigde Staten (1945) en de Sovjet-Unie (1949).
- 3 – Met de moord op een Britse vrouw in Thika begint in Kenia de Mau Mau-opstand.
- 3 – In Engeland gaat de thee na twaalf jaar van de bon.
- 4 – De Brusselse Noord-Zuidverbinding is een feit. Ze wordt ingereden door koning Boudewijn.
- 13 – Eerste uitzending van In Holland staat een huis, een muzikaal hoorspel over de familie Doorsnee.
- 25 – De Geïllustreerde Pers brengt het eerste exemplaar van het weekblad Donald Duck uit als bijlage van het damesblad Margriet. Een geniale marketing-vondst.

november
- 4 – De Amerikaanse presidentsverkiezingen worden gewonnen door generaal-buiten-dienst Dwight D. Eisenhower voor de Republikeinse Partij
- 14 – Het Britse muziekblad New Musical Express begint met zijn hitlijst. Bovenaan staat Al Martino met Here in my heart.
- 17 – De Verenigde Staten doen de eerste proef met een waterstofbom, vele malen krachtiger dan de atoombom. Dit wordt het begin van een van de meest bedreigende onderdelen van de Koude Oorlog, de kernwapenwedloop. Eerdere pogingen om atoomwapens door een supranationale organisatie te laten beheren, lopen stuk op onderling wantrouwen van de grote mogendheden.
- 22 – Eerste uitzending van de Landelijke intocht van Sinterklaas op televisie, uitgezonden vanuit Amsterdam met Mies Bouwman als presentator en J. Gajentaan als Sinterklaas.
- 25 – In Londen gaat het toneelstuk Mousetrap van Agatha Christie in première. Het zal tot maart 1974 onafgebroken worden gespeeld, daarmee de langst lopende toneelvoorstelling ter wereld.

december
- 4 – Vanaf 4 december hangt er lange tijd boven Londen een zeer dichte mist die uiteindelijk aan 4000 mensen het leven kost. Hierna worden er maatregelen getroffen om deze smog tot het verleden te laten behoren en van Londen een schonere stad te maken.
- 8-9 – In Frans-Marokko leiden de protesten tegen het Franse protectoraat tot heftige onlusten waarbij tientallen doden, waaronder 7 Fransen, vallen en honderden personen worden gearresteerd.
- 26 december – Uit de Koepelgevangenis in Breda ontsnappen met behulp van buitenstaanders zeven oorlogsmisdadigers die diezelfde avond nog in de omgeving van Berg en Dal de grens naar West-Duitsland weten over te komen. Het gaat om: Herbertus Bikker, Sander Borgers, Klaas Carel Faber, Jacob de Jonge, Willem van der Neut, Willem Polak en Antoine Touseul.

zonder datum
- Nelson Mandela opent in Johannesburg een advocatenkantoor voor niet-blanke Zuid-Afrikanen.
- Opening van het hoofdkwartier van de Verenigde Naties in New York.
- Michael Ventris ontcijfert het Lineair B.

- Bioscoopjournaal uit mei 1952: In 1944 zonk de Engelse tanker "War Diwan" tgv een mijnontploffing in het water van de Wielingen bij Vlissingen. Het schip brak daarbij in tweeën. Het voorschip wordt nu gelicht door met perslucht het water uit het wrak te blazen zodat het weer gaat drijven. Deze nieuwe manier van schepen lichten is bedacht door de Nederlandse ingenieur W. Van Wienen die zelf leiding geeft aan het gebeuren.
- Bioscoopjournaal uit januari 1952. Het Eindhovens gemeentebestuur huisde, met het grootste deel van de ambtenaren, jarenlang in een oude villa. Nieuwbouw voor een nieuw stadhuis ving aan in 1948. Nu is een gedeelte van het nieuwe stadhuis gereed en wordt het, in aanwezigheid van diverse notabelen waaronder de minister van Binnenlandse Zaken, dr. L.J.M. Beel, geopend door burgemeester, mr. H.A.M.T. Kolfschoten.
- Bioscoopjournaal uit juni 1952. Wedloop voor kelners en serveersters.
- Bioscoopjournaal uit juni 1952. Viering van id-al-fitr (het einde van de islamitische vastenperiode) op het grasveld voor de residentie van de vertegenwoordiger van de Indonesische Republiek in Nederland.
- Bioscoopjournaal uit juli 1952 over de Zeeuwse landbouwdagen waarin aandacht voor de paardenfokkerij, en een tentoonstelling waarop trekpaarden en rundvee worden gepresenteerd.
- Bioscoopjournaal uit augustus 1952. In de tuin van de residentie van de Hoge Commissaris van de Indonesische Republiek in Wassenaar wordt de uitroeping van de Republiek op 17 augustus 1945 herdacht.
- Bioscoopjournaal uit september 1952. Kort overzicht van de bezigheden van de leden van de Nederlandse Vereniging voor Weer- en Sterrenkunde.
- Bioscoopjournaal uit september 1952. Op een sportterrein bij Amsterdam wordt het 50-jarig bestaan van de korfbalsport in Nederland herdacht met twee wedstrijden: een tussen twee moderne teams en een tussen twee teams in de kostuums en met het speeltempo van 50 jaar geleden.
- Bioscoopjournaal uit januari 1952. Kale nieuwbouwwijken in Rotterdam worden aangekleed met reeds volgroeide bomen.

## Muziek
De volgende platen worden hits:
- Annie de Reuver – Poppetjes in Mijn Ogen
- Bobbejaan Schoepen – De lichtjes van de Schelde; Wipneus en Kersenmond
- Doris Day – A Guy is a Guy, Domino, Pumpernickel en Sugarbush
- Eddy Christiani – Kom Weer Naar Huis en Spring Maar Achterop
- Édith Piaf – Padam...Padam
- Frankie Laine – High Noon
- Heleentje van Cappelle – Naar de Speeltuin (opgenomen in 1951)
- Jo Stafford – Allentown Jail, Jambalaya, Shrimp Boats en You Belong to me
- Joop de Knegt – High Noon
- Kay Starr – Wheel of Fortune
- Les Paul – Tiger Rag en Whispering
- Lou Bandy – Kraai en Papegaai
- Mantovani – Charmaine
- Mario Lanza – Be my Love
- Max van Praag – Bokkie, Rozen zo Rood en Wilde Rozen
- Orkest Zonder Naam – De Zuidenwind Waait, Het lied Van de IJssel, en Wipneus en Kersenmond
- Patti Page – I Went to Your Wedding
- Percy Faith – Delicado
- Ramblers – Over 25 Jaar
- René Carol – Rote Rosen Rote Lippen Roter Wein
- Rosemary Clooney – Botch-a-me en Half as Much
- The Swinging Nightingales – Kom d'r in!
- Vera Lynn – From The Time You Say Goodbye en The Homing Waltz
- Winifred Atwell – The Black And White Rag

### Klassieke muziek
- 23 mei is het Concerto nr. 12 voor trombone en orkest van Vagn Holmboe voor het eerste te horen.

## Beeldende kunst

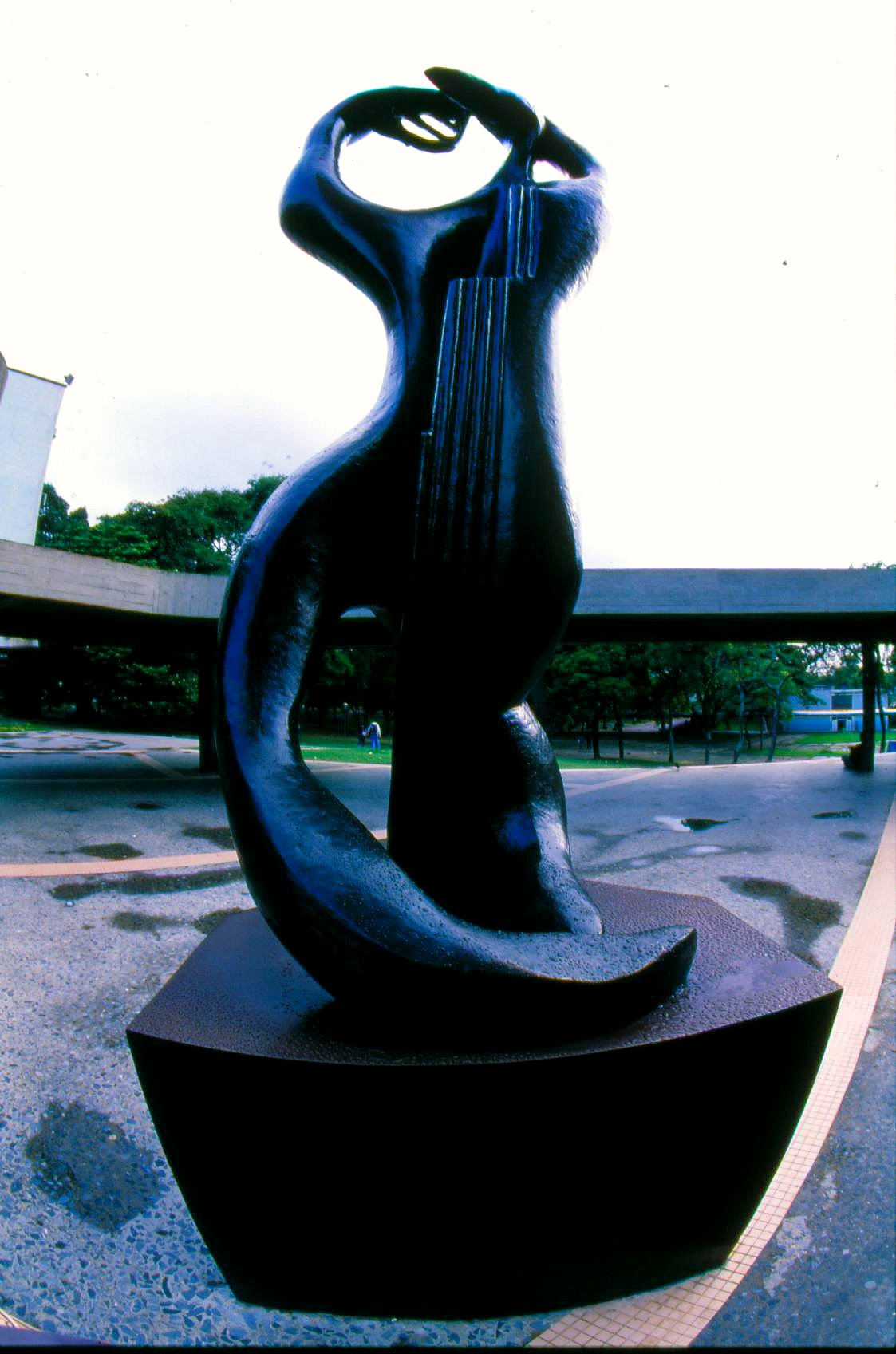
L'Amphion (1952) Henri Laurens, Caracas
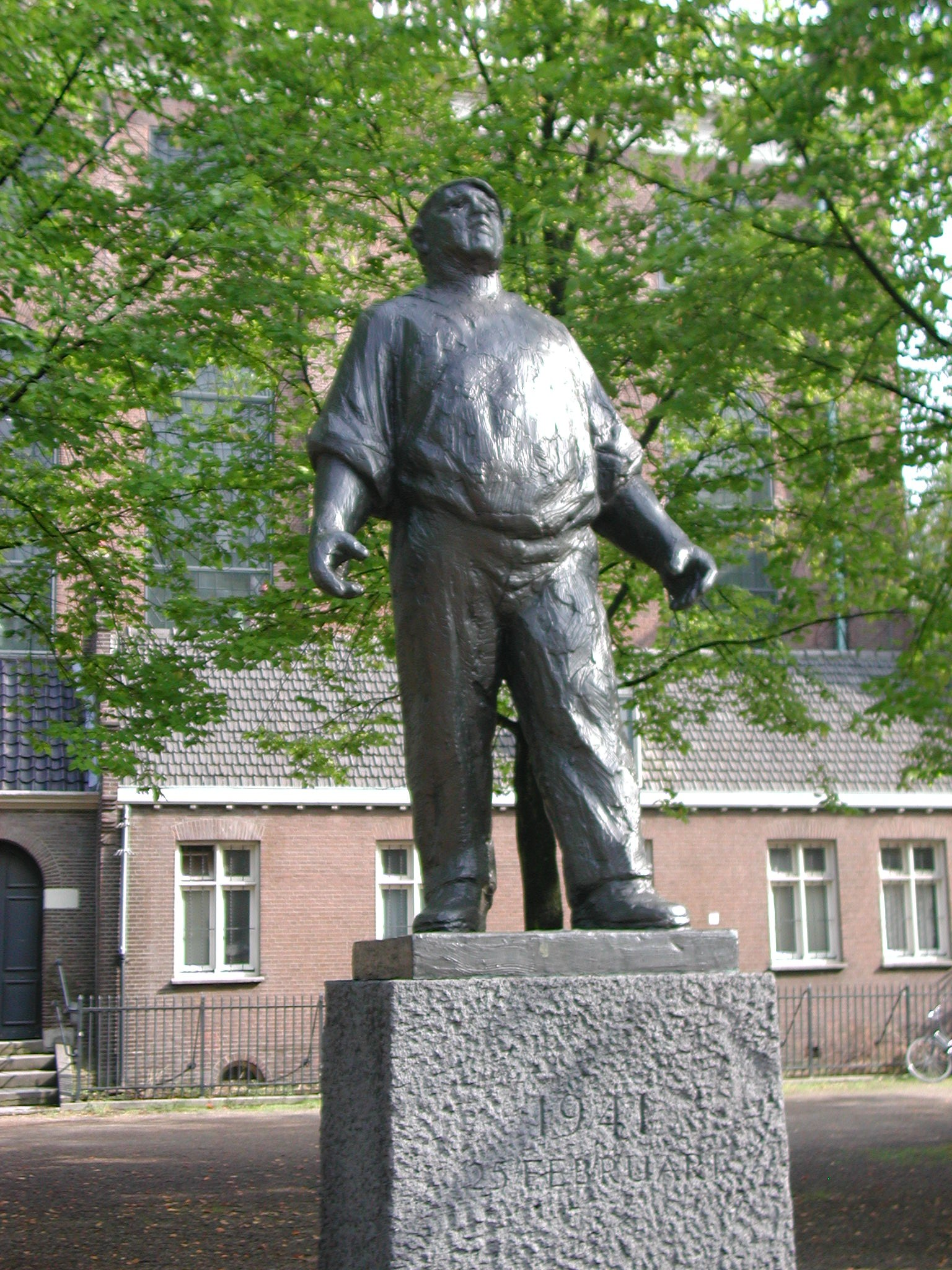
De Dokwerker (1952) Mari Andriessen, Amsterdam
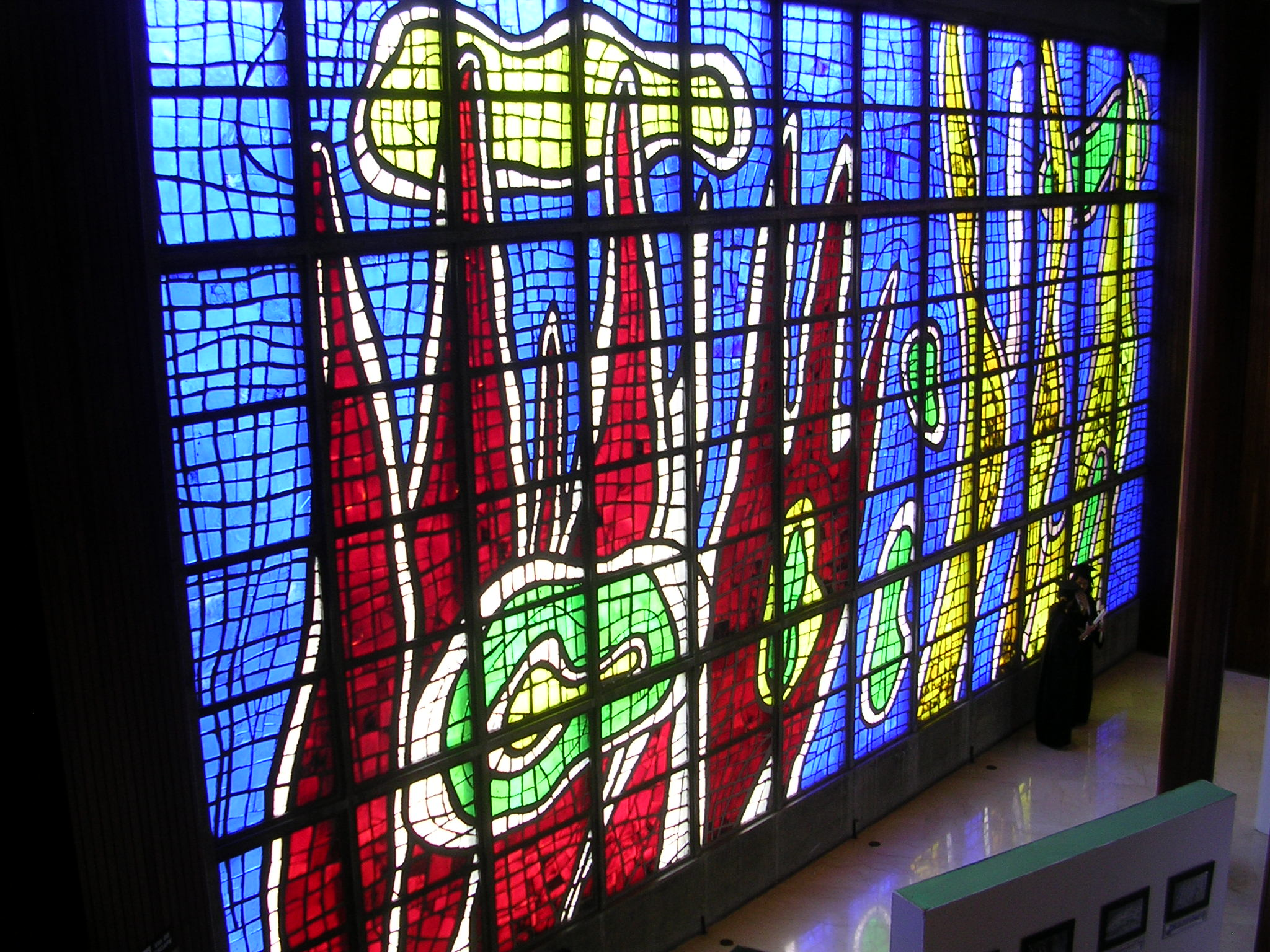
glas in lood (1952) Fernand Léger, Caracas

## Bouwkunst

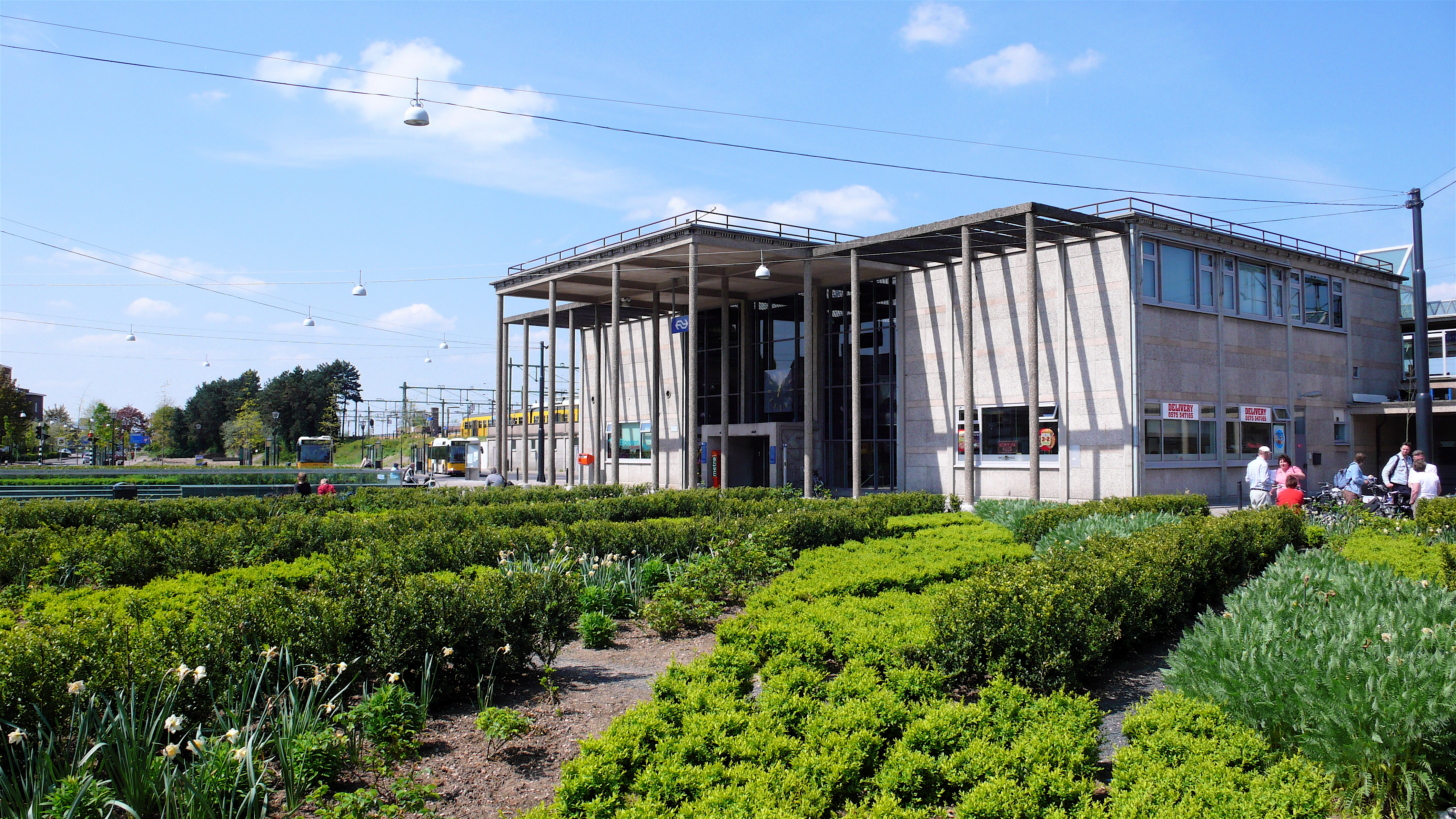
Station Zutphen (1952) H.G.J. Schelling

## Geboren in 1952

### januari
- 1 – Annette Schortinghuis-Poelenije, Nederlands roeister
- 1 – İbrahim Tatlıses, Turks acteur, zanger, regisseur en songwriter
- 2 – Franz Hetzenauer, Oostenrijks ondernemer
- 2 – Ng Man-Tat, Chinees acteur (overleden 2021)
- 3 – Esperanza Aguirre, Spaans politica
- 3 – Henk Krist, Nederlands kunstschilder en pianist
- 4 – Pierre Labouverie, Belgisch diplomaat
- 5 – Uli Hoeneß, Duits voetballer en voetbalbestuurder
- 7 – Rolf Steitz, alias Juan Bastós, Duits zanger, songwriter en producer
- 8 – Leontien Ceulemans, Nederlands presentatrice en actrice (overleden 2022)
- 9 – Eveline Herfkens, Nederlands politica (PvdA) en bestuurder
- 9 – Beppe Kessler, Nederlands beeldend kunstenares
- 11 – Leen Barth, Nederlands voetballer
- 11 – Lee Ritenour, Amerikaans jazzgitarist
- 12 – John Walker, Nieuw-Zeelands atleet
- 13 – Pekka Pohjola, Fins muzikant (overleden 2008)
- 14 – Joke Bruijs, Nederlands actrice en zangeres
- 15 – George Boeree, Nederlands-Amerikaans psycholoog en hoogleraar (overleden 2021)
- 16 – Foead II, koning van Egypte (1952-1953)
- 17 – Ryuichi Sakamoto, Japans componist (overleden 2023)
- 17 - Michael Sommer, Duits vakbondsbestuurder (overleden 2025)
- 18 – Michael Behe, Amerikaans biochemicus en aanhanger intelligent design
- 18 – Wim Rijsbergen, Nederlands voetballer en voetbalcoach
- 20 – Paul Stanley, Amerikaans muzikant
- 22 – Carel Copier, Nederlands drummer (overleden 2024)
- 22 – Karen Moe, Amerikaans zwemster en olympisch kampioene (1972)
- 23 – Frans Thijssen, Nederlands voetballer
- 25 – Nílson Dias, Braziliaans voetballer
- 25 – Mark Weil, Oezbeeks theaterregisseur en -directeur (overleden 2007)
- 25 – Tessy Moerenhout, Vlaams actrice (overleden 2011)
- 25 – Joeri Tsjesnokov, Sovjet-voetballer (overleden 1999)
- 27 – Asma Jahangir, Pakistaans juriste en mensenrechtenactiviste (overleden 2018)
- 28 – Jean-Louis Murat, Frans zanger (overleden 2023)
- 29 – Gerrit 't Hart, Nederlands organist
- 29 − Ad van Iterson, Nederlands schrijver en socioloog
- 29 – Paul Kirchner, Amerikaans illustrator en (strip)auteur
- 31 – Ulrike Apel-Haefs, Duits politica (overleden 2009)

### februari
- 1 – Jackie Loomans, Belgisch ondernemer (overleden 2024)
- 1 – Roger Tsien, Chinees-Amerikaans biochemicus en Nobelprijswinnaar (overleden 2016)
- 2 – Reinhard Häfner, Oost-Duits voetballer en voetbalcoach (overleden 2016)
- 2 – Fernando Morena, Uruguayaans voetballer
- 2 – Eriek Verpale, Vlaams schrijver (overleden 2015)
- 3 – Nora Tilley, Belgisch actrice (overleden 2019)
- 4 – Jenny Shipley, Nieuw-Zeelands politica
- 6 – Ric Charlesworth, Australisch hockeyer, cricketer en hockeycoach
- 6 – Charles Goerens, Luxemburgs politicus
- 6 – Ricardo La Volpe, Argentijns voetbalcoach
- 7 – Vasco Rossi, Italiaans zanger en songwriter
- 8 – Jan Willem Boogman, Nederlands atleet
- 8 – Marinho Chagas, Braziliaans voetballer (overleden 2014)
- 10 – Carla Beurskens, Nederlands atlete
- 10 – Jan Keizer, Nederlands pianist en accordeonist
- 11 – Koen Crucke, Vlaams acteur en zanger
- 11 – Ben Verwaayen, Nederlands zakenman
- 12 – Michael McDonald, Amerikaans zanger
- 12 – Henry Rono, Keniaans atleet (overleden 2024)
- 13 – Andries Knevel, Nederlands tv-presentator, journalist, omroepdirecteur en predikant
- 13 – Freddy Maertens, Belgisch wielrenner
- 14 – Hans Backe, Zweeds voetballer en voetbalcoach
- 14 – Jan Hoekema, Nederlands politicus en burgemeester
- 14 – Guusje van Tilborgh, Vlaams actrice
- 15 – Jens Jørn Bertelsen, Deens voetballer
- 15 – Carla Beurskens, Nederlands atlete
- 15 – Tomislav Nikolić, Servisch politicus
- 15 – Arthur Parkin, Nieuw-Zeelands hockeyer (overleden 2023)
- 15 – Amund Sjøbrend, Noors schaatser
- 16 – James Ingram, Amerikaans soulzanger en muzikant (overleden 2019)
- 16 – Marijke Linthorst, Nederlands politica (PvdA) (overleden 2025)
- 17 – Javier Urruticoechea, Spaans voetballer (overleden 2001)
- 18 – Pertti Alaja, Fins voetballer en voetbalcoach (overleden 2017)
- 18 – Randy Crawford, Amerikaans zangeres
- 18 – Rudolf Elsener, Zwitsers voetballer
- 18 – Johann Schneider-Ammann, Zwitsers ondernemer en politicus
- 19 – Michail An, Sovjet voetballer (overleden 1979)
- 19 – Stephen South, Brits autocoureur
- 19 – Amy Tan, Amerikaans schrijfster
- 21 – Jean-Jacques Burnel, Brits basgitarist en zanger (The Stranglers)
- 22 – Thomas Wessinghage, Duits atleet
- 24 – Camilia Blereau, Belgisch actrice
- 24 - Jadwiga Rappé, Pools altzangeres (overleden 2025)
- 26 – Sebastião Miranda da Silva Filho, Braziliaans voetballer bekend als Mirandinha
- 26 – Luka Peruzović, Kroatisch voetballer en voetbaltrainer
- 27 – Henk Westbroek, Nederlands radio-dj, politicus en zanger van de groep Het Goede Doel
- 28 – Simon Hammelburg, Nederlands cabaretier, (tekst)schrijver en journalist
- 29 – Roger Gustafsson, Zweeds voetballer en voetbalcoach
- 29 – Oswaldo Payá, Cubaans dissident (overleden 2012)
- 29 – Tim Powers, Amerikaans sciencefiction en fantasyschrijver
- 29 – Raisa Smetanina, (Sovjet-)Russisch langlaufster

### maart
- 1 – Jean Blaute, Vlaams muzikant
- 1 – Martin O'Neill, Noord-Iers voetballer en voetbalcoach
- 2 – Jaap Nawijn, Nederlands politicus
- 4 – Ronn Moss, Amerikaans acteur
- 5 – Alan Clark, Brits toetsenist van Dire Straits
- 5 – Geert Dales, Nederlands politicus
- 6 – Sjoerd Kuyper, Nederlands schrijver
- 7 – Dominique Mamberti, Frans aartsbisschop
- 9 – Harm Beertema, Nederlands politicus
- 9 – Amir Peretz, Israëlisch vakbondsbestuurder en politicus
- 10 – Morgan Tsvangirai, Zimbabwaans politicus (overleden 2018)
- 11 – Douglas Adams, Engels schrijver (overleden 2001)
- 13 – Eduard Janota, Tsjechisch politicus (overleden 2011)
- 13 – Peter Plasman, Nederlands advocaat
- 13 – Wolfgang Rihm, Duits componist
- 14 – Zoja Ivanova, Sovjet-Russisch/Kazachs atlete
- 16 – Cliff Lazarenko, Engels darter
- 19 - Claudio Bortolotto, Italiaans wielrenner
- 19 – Ole Rasmussen, Deens voetballer
- 19 – Joseph John Urusemal, president van de Federale Staten van Micronesia
- 19 – Harvey Weinstein, Amerikaans filmproducent
- 20 – René Verheyen, Belgisch voetballer en voetbaltrainer
- 21 – Anto Kovačević, Kroatisch politicus
- 22 – Guusje ter Horst, Nederlands bestuurder en politica (PvdA)
- 23 – Rex Tillerson, Amerikaans Republikeins zakenman en politicus
- 23 – Dave Bartram, popmusicus, leadsinger popgroep Showaddywaddy, 1973-2011
- 25 – Lucas Dietens, Nederlands acteur
- 26 – Willington Ortiz, Colombiaans voetballer
- 27 – Jan Albers, Nederlands hockeyer
- 27 – Maria Schneider, Frans actrice (overleden 2011)
- 28 – Jos Valentijn, Nederlands schaatser
- 28 – Kees Zwamborn, Nederlands voetballer en voetbalbestuurder
- 29 – Rainer Bonhof, Nederlands-Duits voetballer
- 29 – Teófilo Stevenson, Cubaans bokser
- 29 – Bola Tinubu, Nigeriaans politicus

### april
- 1 – Rey Robinson, Amerikaans atleet
- 1 – Bernard Stiegler, Frans filosoof en publicist (overleden 2020)
- 1 – Paul Ulenbelt, Nederlands politicus (overleden 2025)
- 4 – Rosemarie Ackermann, Duits atlete
- 4 – Gary Moore, Brits gitarist (overleden 2011)
- 4 – Nick Oosterhuis, Nederlands multi-instrumentalist en componist (overleden 2021)
- 7 – Barbro Holmberg, Zweeds politica
- 8 – Gregg Hansford, Australisch motor- en autocoureur (overleden 1995)
- 9 – Jerzy Szmajdziński, Pools politicus (overleden 2010)
- 10 – Hugo Broos, Belgisch voetballer en voetbaltrainer
- 10 – Thom Roep, Nederlands schrijver van stripverhalen en redacteur
- 12 – Evert van Hemert, Nederlands beeldhouwer en kunstschilder (overleden 2022)
- 13 – Sergej Martsjoek, Russisch schaatser (overleden 2016)
- 16 – Michel Blanc (72), Frans acteur, scenarioschrijver en filmregisseur (overleden 2024)
- 16 – Esther Roth-Shachamarov, Israëlisch atlete
- 18 – Piet Keizer, Nederlands gitarist en zanger
- 18 – Jan Versteegt, Nederlands weerman
- 19 – Hennie Kenkhuis, Nederlands politicus (overleden 2021)
- 21 – Charles den Tex, Nederlands schrijver
- 22 – Marilyn Chambers, Amerikaans pornoactrice (overleden 2009)
- 24 – Jean Paul Gaultier, Frans modeontwerper
- 25 – Jacques Santini, Frans voetbalcoach
- 28 – Joost Huijsing, Nederlands journalist en radioprogrammamaker
- 29 – Geertrui Daem, Belgisch schrijfster, actrice en beeldend kunstenares
- 29 – Nora Dunn, Amerikaans actrice en comédienne
- 29 – Carl Friedman, Nederlands schrijfster en columniste (overleden 2020)
- 29 – Adriaan Olree, Nederlands acteur
- 30 – Jacques Audiard, Frans filmregisseur en scenarioschrijver
- 30 – Jack Middelburg, Nederlands motorcoureur (overleden 1984)

### mei

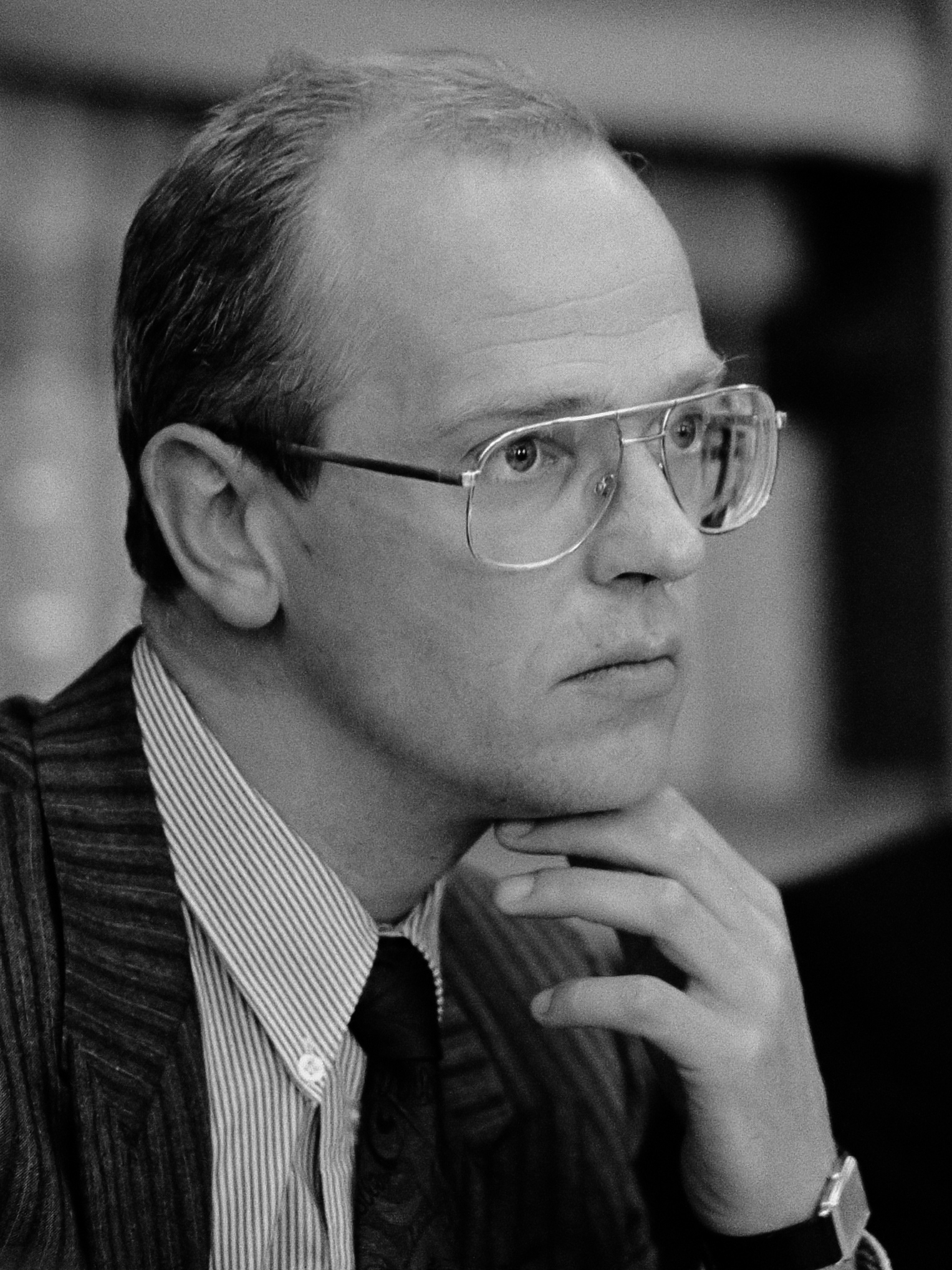
Gerrit Zalm
geboren op 6 mei

- 2 - Christine Baranski, Amerikaans actrice
- 2 – Martin Haar, Nederlands voetballer en voetbaltrainer
- 3 – Jurrit Visser, Nederlands politicus en burgemeester (overleden 2022)
- 3 – Allan Wells, Schots atleet
- 5 – Ed Lee, Amerikaans politicus; burgemeester van San Francisco (overleden 2017)
- 5 – Armando Pérez Hoyos, Colombiaans voetbalscheidsrechter
- 5 – Stefan Semmler, Oost-Duits roeier
- 5 – Willem Witteveen, Nederlands politicus en rechtsgeleerde (overleden 2014)
- 6 – Jurgis Kairys, Litouws piloot
- 6 – Michel De Meyer, Belgisch weerman (overleden 2023)
- 6 – Gerrit Zalm, Nederlands politicus (VVD) en bankier
- 7 – Stanley Dickens, Zweeds autocoureur
- 9 – Danielle Justin, Belgisch atlete
- 10 – Kikki Danielsson, Zweeds zangeres
- 10 – Roland Kaiser, Duits schlagerzanger
- 10 – Vanderlei Luxemburgo, Braziliaans voetballer en voetbaltrainer
- 11 – Michiel Hegener, Nederlands journalist en cartograaf
- 13 – Manfred Langer, eigenaar van de Amsterdamse discotheek iT (overleden 1994)
- 14 – David Byrne, Brits muzikant en songwriter
- 14 – Robert Zemeckis, Amerikaans regisseur
- 17 – Bernhard Brink, Duits schlagerzanger en presentator
- 17 – Jody Pijper, Nederlands zangeres
- 19 – Bert van Marwijk, Nederlands voetballer en voetbalbondscoach
- 20 – Christian Klar, Duits voormalig extremist, was lid van de  Rote Armee Fraktion
- 20 – Roger Milla, Kameroens voetballer
- 20 – Vadim Zhuk, Wit-Russisch voetbalscheidsrechter
- 21 – Mr. T, Amerikaans acteur
- 22 – Waldemar Victorino, Uruguayaans voetballer (overleden 2023)
- 28 – Adriaan Bontebal, Nederlands dichter (overleden 2012)
- 30 - Joseph Arens, Belgisch politicus (overleden 2024)
- 31 – Theo van den Doel, Nederlands politicus (VVD)

### juni
- 1 – Godfried Dejonckheere, Belgisch atleet
- 1 – Şenol Güneş, Turks voetballer en voetbalcoach
- 2 – Benito Floro, Spaans voetballer en voetbalcoach
- 2 – Ileen Montijn, Nederlands historica en schrijfster
- 4 – Bronisław Komorowski, Pools politicus, in 2010 waarnemend president van Polen
- 5 – Nicko McBrain, Brits drummer van de metalband Iron Maiden
- 5 – Kees Hulst, Nederlands acteur en toneelregisseur
- 5 – Monnette Sudler, Amerikaans jazzmuzikante en componiste (overleden 2022)
- 6 – Anders Kallur, Zweeds ijshockeyer
- 7 – Liam Neeson, Brits acteur
- 7 – Orhan Pamuk, Turks schrijver en Nobelprijswinnaar
- 8 – Peter Fischli, Zwitsers kunstenaar
- 9 – Beth Bonner, Amerikaans atlete (overleden 1998)
- 11 – Leon Schots, Belgisch atleet
- 12 – Siegfried Brietzke, Oost-Duits roeier
- 12 – Oliver Knussen, Brits organist en dirigent (overleden 2018)
- 12 – Ron Teunisse, Nederlands atleet
- 13 – Jean-Marie Dedecker, Vlaams-Belgisch politicus en judocoach
- 15 – Dirceu José Guimarães, Braziliaans voetballer (overleden 1995)
- 16 – Rob Kloet, Nederlands drummer
- 16 – Gino Vannelli, Canadees zanger
- 16 – Aleksandr Zajtsev, Russisch kunstschaatser
- 17 – Miguel Ángel Ayuso Guixot, Spaans kardinaal (overleden 2024)
- 17 - Mortada Mansour, Egyptisch jurist, sportbestuurder en politicus
- 18 – Romeo Candazo, Filipijns politicus en mensenrechtenadvocaat (overleden 2013)
- 18 – Idriss Déby, Tsjadisch politicus; president 1990-2021 (overleden 2021)
- 18 – Miriam Flynn, Amerikaans actrice
- 18 – Isabella Rossellini, actrice en model, dochter van Ingrid Bergman
- 18 – Ron Steens, Nederlands hockeyer (overleden 2024)
- 19 – Virginia Hey, Australisch actrice
- 20 – John Goodman, Amerikaans acteur
- 20 – Vikram Seth, Indiaas dichter en romanschrijver
- 21 – Alicia de Bielefeld, buitenechtelijke dochter van Prins Bernhard
- 24 – Lorna Forde, Barbadiaans atlete
- 24 – Bert Middel, Nederlands politicus (PvdA)
- 24 – Heleen Visser-van der Weele, Nederlands politica (GroenLinks) (overleden 2021)
- 25 – Péter Erdő, Hongaars kardinaal-aartsbisschop van Esztergom-Boedapest
- 25 – Tim Finn, Nieuw-Zeelands popzanger
- 25 – Rune Larsson, Zweeds voetbalscheidsrechter
- 25 – Klaus Teuber, Duits ontwerper (overleden 2023)
- 25 – Ferdi Van Den Haute, Belgisch wielrenner
- 27 – Rogier de Jong, Nederlands dichter en columnist
- 27 – Paul Wellens, Belgisch profwielrenner
- 28 – Pietro Mennea, Italiaans atleet en politicus (overleden 2013)
- 28 – Elie Van Vlierberghe, Belgisch atleet
- 29 – Nozizwe Madlala-Routledge, Zuid-Afrikaans politicus
- 30 – David Garrison, Amerikaans acteur

### juli

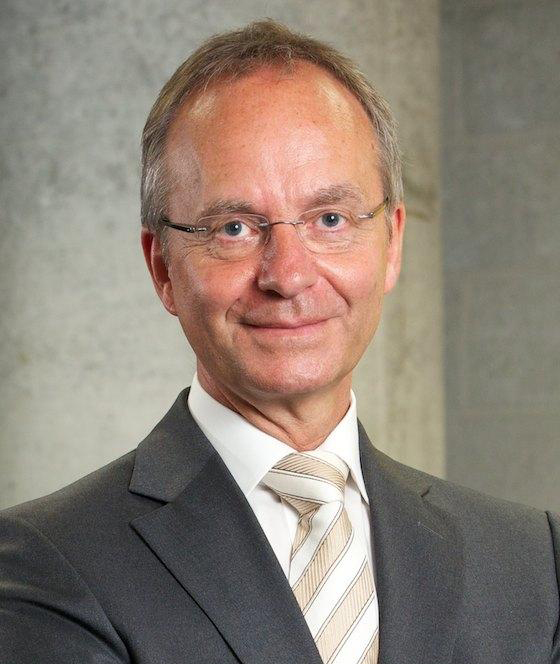
Henk Kamp
geboren op 23 juli

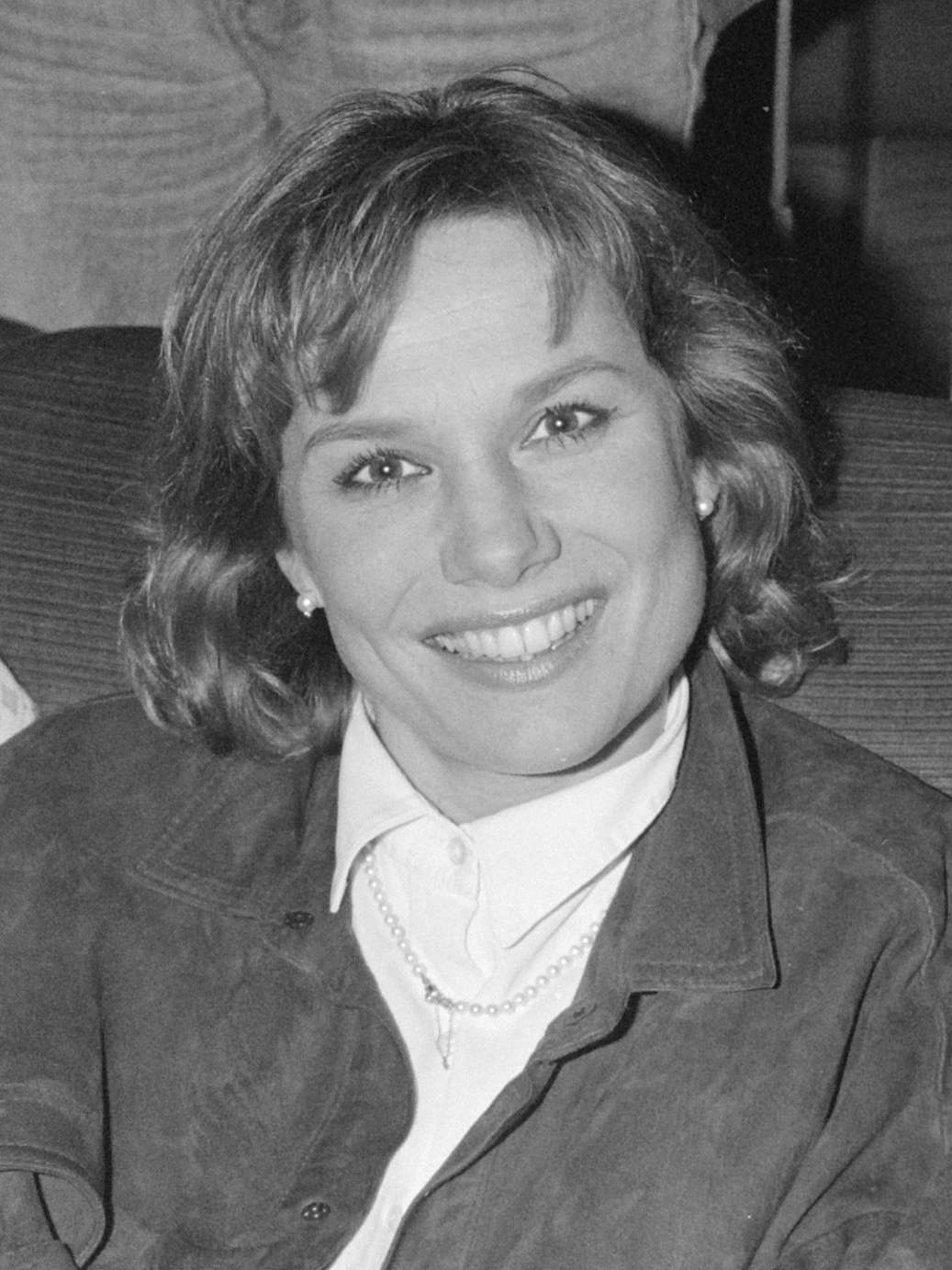
Monique van de Ven
geboren op 28 juli

- 1 – Joachim Zeller, Duits politicus (overleden 2023)
- 3 – Rob Overkleeft, Nederlands voetbalscheidsrechter
- 4 – Karl-Heinz Lambertz, Belgisch politicus
- 4 – John Waite, Brits zanger (The Babys)
- 5 – Fijke Liemburg, Nederlands politicus (overleden 2006)
- 6 – Hilary Mantel, Brits schrijfster (overleden 2022)
- 8 – Luk De Koninck, Vlaams acteur
- 8 – Marianne Williamson, Amerikaans schrijfster
- 9 – Andrej Zjeljazkov, Bulgaars voetballer
- 10 – Peter van Heemst, Nederlands politicus
- 12 – Elsbeth Boor, Nederlands juriste (overleden 2007)
- 12 – Liz Mitchell, Jamaicaans-Brits zangeres (Boney M.)
- 14 – Hans Erkens, Nederlands voetballer
- 14 – Ramón Fonseca Mora, Panamees zakenman en advocaat (overleden 2024)
- 15 – Mat Herben, Nederlands ambtenaar, journalist en politicus (LPF)
- 16 – Stewart Copeland, Amerikaans drummer (o.a. The Police)
- 17 – David Hasselhoff, Amerikaans acteur en zanger
- 17 – Thé Lau, Nederlands muzikant (overleden 2015)
- 17 – Nicolette Larson, Amerikaans pop- en countryzangeres (overleden  1997)
- 18 – Els Kloek, Nederlands historica
- 19 – Allen Collins, Amerikaans muzikant (overleden 1990)
- 21 – John Barrasso, Amerikaans politicus
- 21 – Michel Tilmant, Belgisch zakenman
- 23 – Henk Kamp, Nederlands politicus (VVD)
- 23 – Steven L. Rosenhaus, Amerikaans componist
- 25 – Annet van der Hoek, Nederlands politica (PvdA)
- 25 – Eduardo Souto de Moura, Portugees architect
- 27 – Elly Appel, Nederlands tennisster (overleden 2022)
- 28 – Wim Meutstege, Nederlands voetballer
- 28 – Rama X, koning van Thailand
- 28 – Monique van de Ven, Nederlands actrice
- 29 – Joe Johnson, Engels snookerspeler
- 29 – Mićun Jovanić, Kroatisch voetballer en voetbaltrainer (overleden 2010)
- 29 – Bruno Zanoni, Italiaans wielrenner (overleden 2023)
- 30 – Lida Bond, Nederlands zangeres van onder meer de George Baker Selection

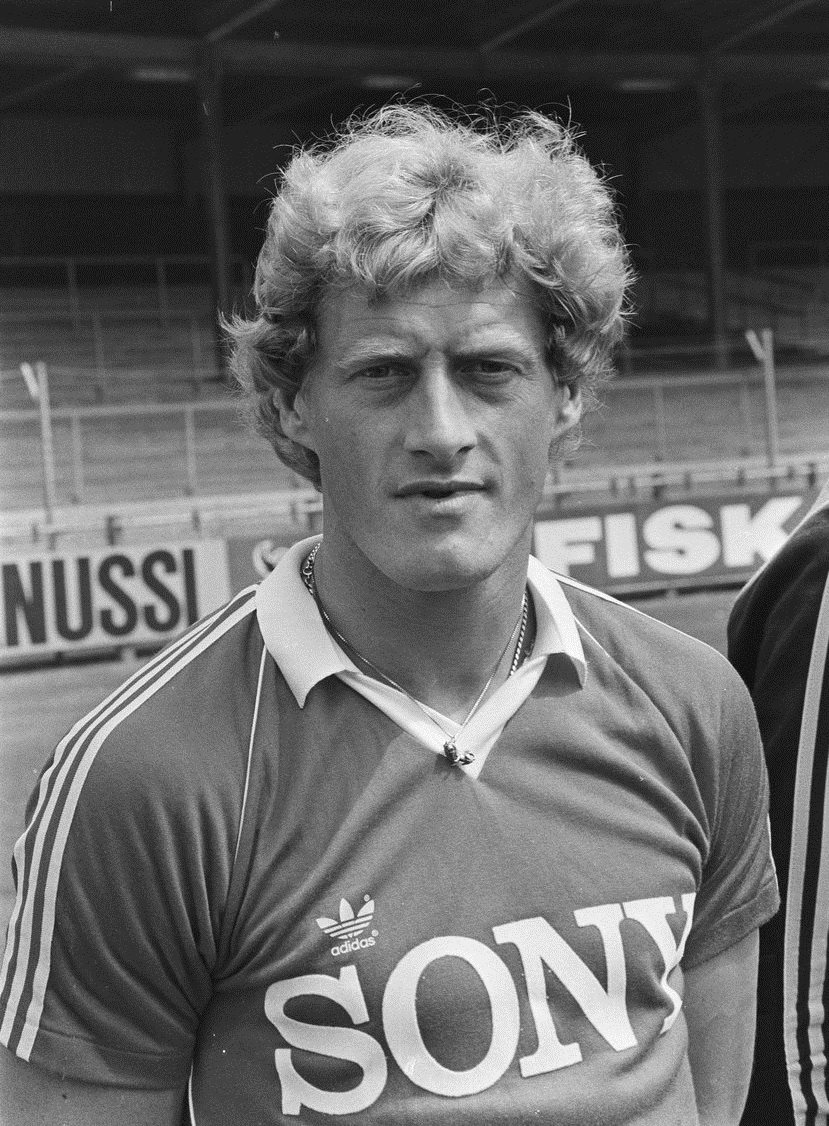
Kees Kist
geboren op 7 augustus

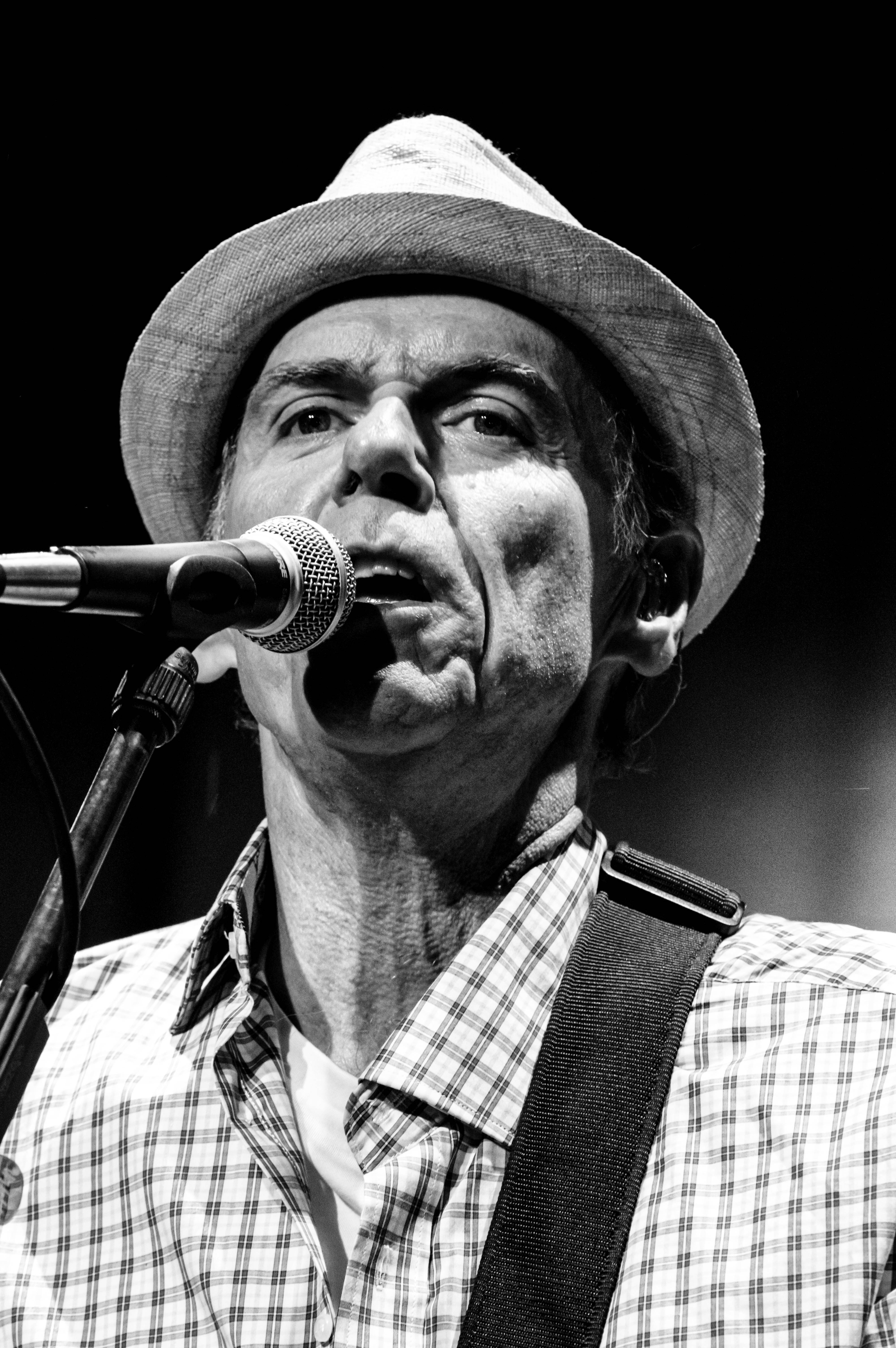
John Hiatt
geboren op 20 augustus

### augustus
- 1 – Zoran Đinđić, Joegoslavisch politicus (overleden 2003)
- 2 – Alain Giresse, Frans voetballer en voetbaltrainer
- 2 – Ernst Homburg, Nederlands hoogleraar
- 4 – Moya Brennan, Iers zangeres
- 4 – Carlos Manuel Robles, Chileens voetbalscheidsrechter
- 5 – Geke Faber, Nederlands burgemeester
- 6 – Michel Hagen, Nederlands priester
- 6 – Ton Scherpenzeel, Nederlands muzikant van onder meer de groep Kayak
- 6 – Vinnie Vincent, Amerikaans gitarist
- 7 – Kees Kist, Nederlands voetballer
- 8 – Jostein Gaarder, Noors schrijver
- 9 – Willy Sommers, Vlaams zanger
- 11 – Pedro Brugada, Spaans-Belgisch cardioloog
- 11 – Luc Caals, Vlaams komiek
- 12 – Apollonia van Ravenstein, Nederlands actrice en fotomodel
- 13 – Herb Ritts, Amerikaans modefotograaf (overleden 2002)
- 15 – Bernard Lacombe, Frans voetballer en voetbalcoach (overleden 2025)
- 17 – Nelson Piquet sr., Braziliaans autocoureur
- 17 – Guillermo Vilas, Argentijns tennisser
- 18 – Markus Meckel, Duits politicus
- 18 – Patrick Swayze, Amerikaans filmacteur (overleden 2009)
- 19 – Andreas Decker, Oost-Duits roeier
- 19 – Jonathan Frakes, Amerikaans acteur en regisseur
- 19 – André Gevers, Nederlands wielrenner
- 19 – Gabriela Grillo, West-Duits amazone (overleden 2024)
- 20 – Doug Fieger, Amerikaans singer-songwriter (overleden 2010)
- 20 – John Hiatt, Amerikaans singer-songwriter
- 21 – John Graham Mellor (Joe Strummer), zanger van The Clash (overleden 2002)
- 21 – Eddie B. Wahr, Nederlands muzikant en cabaretier
- 23 – Vicky Leandros, Grieks-Duits zangeres
- 23 – Santillana, Spaans voetballer
- 24 – Marion Bloem, Nederlands schrijfster
- 24 – Wolfgang Mager, Oost-Duits roeier
- 27 – Gerard Bouman, Nederlands politiefunctionaris (overleden 2017)
- 27 – Paul Reubens, Amerikaans acteur (overleden 2023)
- 28 – Serge Parsani, Italiaans wielrenner en ploegleider
- 29 – Henk Bres, Nederlands (Haags) mediapersoonlijkheid

### september
- 1 – Raymond de Roon, Nederlands politicus
- 2 – Jimmy Connors, Amerikaans tennisser
- 3 – Ekkehard Fasser, Zwitsers bobsleeër (overleden 2021)
- 6 – Vladimir Kazatsjonok, Sovjet-Russisch voetballer en trainer
- 6 – Yvonne Keeley, Nederlands zangeres
- 9 – Manuel Göttsching, Duits muzikant (overleden 2022)
- 9 – David A. Stewart, Brits gitarist (Eurythmics)
- 10 – Bruno Giacomelli, Italiaans autocoureur
- 11 – Ingrid Hoogervorst, Nederlands auteur
- 12 – Neil Peart, Canadees drummer van de rockgroep Rush (overleden 2020)
- 12 – Roger Philippi, Luxemburgs voetbalscheidsrechter
- 13 – Ernesto Díaz, Colombiaans voetballer (overleden 2002)
- 15 – Peter Römer, Nederlands acteur, tv-regisseur en -producent en (scenario)schrijver
- 18 – Ton Buunk, Nederlands waterpoloër
- 19 – Nile Rodgers, Amerikaans musicus
- 20 – Pieter Broertjes, Nederlands journalist en bestuurder (burgemeester van Hilversum)
- 20 – Jos Geysels, Vlaams politicus
- 20 – Grażyna Rabsztyn, Pools atlete
- 21 – Marc Verwilghen, Vlaams politicus
- 22 – Sukhumbhand Paribatra, Thais politicus en gouverneur van Bangkok
- 22 – Orlow Seunke, Nederlands filmregisseur
- 24 – Jorge Reyes, Mexicaans progressief rockmuzikant en componist (overleden 2009)
- 25 – Ray Clarke, Engels voetballer
- 25 – Mathilde Heuing, Duits atlete
- 25 – bell hooks (= Gloria Jean Watkins), Amerikaans schrijfster, professor, feministe en sociaal activiste (overleden 2021)
- 25 – Christopher Reeve, Amerikaans acteur (Superman) (overleden 2004)
- 26 – Stephen Lodge, Engels voetbalscheidsrechter
- 28 – Hideki Kita, Japans atleet
- 28 – Sylvia Kristel, Nederlands actrice (overleden 2012)
- 29 – Patrícia Gabancho Ghielmetti, Argentijns schrijfster en journaliste (overleden 2017)
- 29 – Monika Zehrt, Oost-Duits atlete
- 30 – Detlev Lauscher, Duits voetballer (overleden 2010)
- 30 – Annie van Stiphout, Nederlands atleet

### oktober
- 1 – Anatoli Bajdatsjny, Sovjet-Russisch voetballer en trainer
- 1 – Athol Earl, Nieuw-Zeelands roeier
- 1 – Earl Slick, Amerikaans gitarist
- 1 – Patsy Sörensen, Belgisch politicus
- 3 – Forest Barber, Amerikaans autocoureur
- 3 – Luís Alberto da Silva Lemos, Braziliaans voetballer, bekend als Luisinho (overleden 2019)
- 4 – Oek de Jong, Nederlands schrijver
- 5 – Harold Faltermeyer, Duits muzikant
- 5 – Imran Khan, Pakistaans politicus; premier 2018-2022
- 6 – André van Gerven, Nederlands voetballer
- 6 – Jim McDonagh, Iers voetballer
- 7 – Flavio Perlaza, Ecuadoraans voetballer
- 7 – Vladimir Poetin, Russisch politicus
- 8 – Jan Marijnissen, Nederlands politicus voor de SP
- 9 – Miguel Ángel Neira, Chileens voetballer
- 9 – Sharon Osbourne, vrouw van de Britse rockster Ozzy
- 10 – Siegfried Stohr, Italiaans autocoureur
- 10 – Janusz Sybis, Pools voetballer
- 11 – Arnol Kox, Nederlands straatprediker (overleden 2020)
- 14 – Nikolaj Andrianov, Russisch turner (overleden 2011)
- 14 – Margriet Eshuijs, Nederlands zangeres (overleden 2022)
- 14 – Tony Rombouts, Belgisch voetballer (overleden 1990)
- 14 – Kaija Saariaho, Fins componiste (overleden 2023)
- 15 – Vahid Halilhodžić, Bosnisch voetballer en voetbalcoach
- 18 – Chuck Lorre, Amerikaans schrijver en tv-producer
- 19 – Verónica Castro, Mexicaanse zangeres, actrice en presentatrice
- 19 – Virginio Ferrari, Italiaans motorcoureur
- 20 – Dalia Itzik, Israëlisch lerares en politica
- 21 – Betty Bigombe, Oegandees politica
- 21 – Brent Mydland, Amerikaans rockmuzikant en songwriter (overleden 1990)
- 22 – Jeff Goldblum, Amerikaans acteur
- 22 - Nel van Dijk, Nederlands politica
- 23 – Antjie Krog, Zuid-Afrikaans dichteres en schrijfster
- 23 – Hiroshi Masumura, Japans mangatekenaar, animemaker en kunstenaar
- 23 – Pierre Moerlen, Frans musicus (Gong) (overleden 2005)
- 24 – Jan Baas, Nederlands politicus
- 25 – Vera Dua, Belgisch politica (Groen) en bestuurder
- 26 – Andrew Motion, Engels dichter en prozaschrijver, Poet Laureate van 1999 tot 2009
- 26 – Francisca Ravestein, politica en bestuurster (overleden 2024)
- 27 – Roberto Benigni, Italiaans acteur en regisseur
- 27 – Brigitte Engerer, Frans pianiste (overleden 2012)
- 27 – Francis Fukuyama, Amerikaans politicoloog en schrijver
- 27 – Toninho Quintino, Braziliaans voetballer
- 29 – Udo Schmuck, Oost-Duits voetballer
- 31 – Derk Sauer, Nederlands journalist en uitgever (overleden 2025)

### november

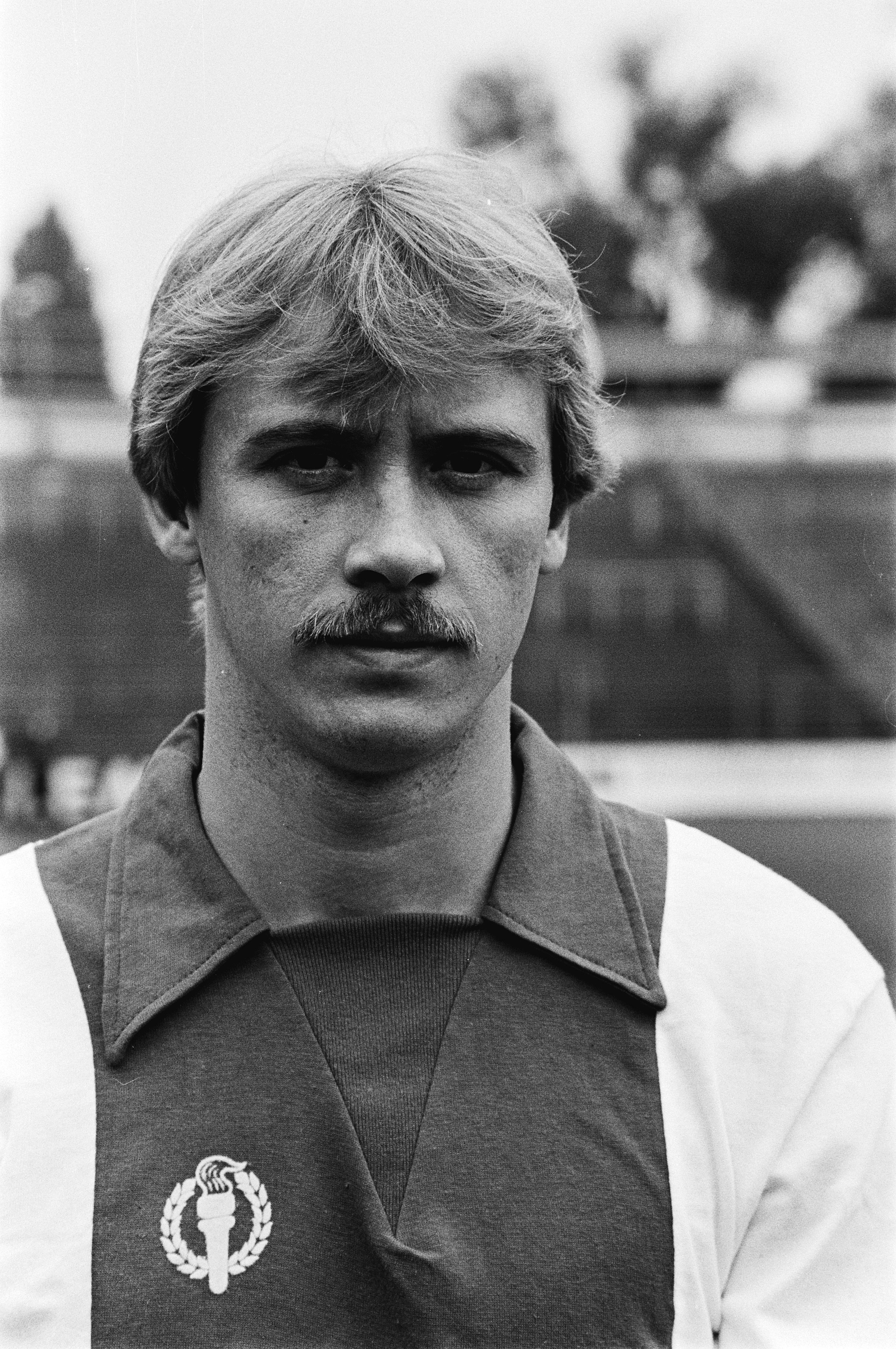
Dick Schoenaker
geboren op 30 november

- 2 - Andy Paley, Amerikaans songwriter, producer, componist en multi-instrumentalist (overleden 2024
- 3 – Roseanne Barr, Amerikaans actrice
- 3 – Evert van de Poll, Nederlands theoloog, predikant en redacteur
- 5 – Oleh Blochin, Oekraïens voetballer en voetbalcoach
- 5 - Bill Walton, Amerikaans basketballer en sportjournalist (overleden 2024)
- 7 – David Petraeus, Amerikaans militair
- 8 – Jan Raas, Nederlands wielrenner, columnist en ploegleider
- 9 – Lou Ferrigno, Amerikaans bodybuilder en acteur (De Hulk)
- 11 – Joep Zander, Nederlands kunstenaar en pedagoog
- 12 – Assis, Braziliaans voetballer (overleden 2014)
- 13 – Merrick Garland, Amerikaans jurist en politicus
- 13 – Josip Kuže, Kroatisch voetballer en voetbalcoach
- 13 – Rosemarie Trockel, Duits conceptueel kunstenares
- 14 – Bill Farmer, Amerikaans stemacteur en komiek
- 14 – Irene ter Haar, Nederlands kunstschilderes
- 15 – Antonella Ruggiero, Italiaans zangeres popgroep Matia Bazar
- 15 – Randy Savage, Amerikaans acteur en worstelaar (overleden 2011)
- 15 – Gerard van der Lem, Nederlands voetballer en voetbaltrainer
- 16 – Shigeru Miyamoto, directeur van Nintendo
- 16 – Jim Pomeroy, Amerikaans motorcrosser (overleden 2006)
- 17 – Ties Kruize, Nederlands hockeyer
- 17 – Roman Ogaza, Pools voetballer (overleden 2006)
- 17 – Rabin Parmessar, Surinaams politicus
- 17 – Cyril Ramaphosa, Zuid-Afrikaans vakbondsleider, politicus en zakenman
- 21 – Eamonn Coghlan, Iers atleet
- 21 – Pietro Ghedin, Italiaans voetballer en voetbaltrainer
- 24 – Rachel Chagall, Amerikaans actrice
- 24 – Karl Engel, Zwitsers voetballer
- 24 – Ilja Richter, Duits presentator en acteur
- 25 – Imran Khan, Pakistaans cricketer en politicus
- 25 – Gabriele Oriali, Italiaans voetballer
- 26 – Peter Lübeke, Duits voetballer (overleden 2022)
- 27 – Daryl Stuermer, Amerikaans gitarist
- 29 – Wim Kuijken, Nederlands topambtenaar en bestuurder (deltacommissaris)
- 30 – Dick Schoenaker, Nederlands voetballer

### december
- 2 – Hans-Peter Zaugg, Zwitsers voetballer en voetbaltrainer
- 4 – Jan Rietman, Nederlands muzikant, orkestleider en radiopresentator
- 5 – Günther Förg, Duits schilder, beeldhouwer en fotograaf (overleden 2013)
- 9 – Thomas Verbogt, Nederlands schrijver
- 12 – Brenton Broadstock, Australisch componist
- 12 – Franco Dragone, Belgisch regisseur en zakenman (overleden 2022)
- 12 – Peter Haber, Zweeds acteur
- 12 – Ovidio Mezza, Boliviaans voetballer en voetbalcoach
- 12 – Manuel Rosales, Venezolaans politicus
- 12 – Frank Schwalba-Hoth, Duits politicus
- 12 – Maryo de los Reyes, Filipijns filmregisseur (overleden 2018)
- 15 – Allan Simonsen, Deens voetballer en voetbaltrainer
- 16 – Francesco Graziani, Italiaans voetballer en voetbaltrainer
- 16 – Jorge Luis Pinto, Colombiaans voetbaltrainer
- 17 – Hans Alders, Nederlands politicus (PvdA) en bestuurder
- 18 – Anna Dominique Coseteng, Filipijns politicus
- 18 – Fred Vandervennet, Belgisch atleet
- 20 – Jenny Agutter, Brits actrice
- 20 – Jakob Beks, Vlaams acteur
- 21 – Lida Berkhout, Nederlands atlete
- 21 – Dennis Boutsikaris, Amerikaans acteur
- 21 – Vladimer Goetsaevi, Sovjet-Georgisch voetballer en trainer
- 23 – Hans Abrahamsen, Deens componist
- 23 – Andreas Martin, Duits schlagerzanger
- 24 – Bruno Cipolla, Italiaans stuurman bij het roeien
- 24 – Jacob Wit, Nederlands jurist en rechter (overleden 2024)
- 25 – Desireless, Frans zangeres
- 26 – Joachim Dreifke, Oost-Duits roeier
- 26 – Guy Goethals, Belgisch voetbalscheidsrechter
- 27 – David Knopfler, Brits muzikant, medeoprichter en slaggitarist van Dire Straits
- 30 – Woody Mann, Amerikaans jazz- en bluesgitarist (overleden 2022)
- 31 – Vaughan Jones, Nieuw-Zeelands wiskundige (overleden 2020)
- 31 – Richard Páez, Venezolaans voetballer en voetbalcoach

### datum onbekend
- Jan Benthem, Nederlands architect
- Nidia Bustos, Nicaraguaans cultureel activiste en theaterdirectrice
- Cheick Modibo Diarra, Malinees astrofysicus, zakenman en politicus
- Hans Janssen, Nederlands beeldend kunstenaar
- Sirpa Lane, Fins actrice (overleden 1999)
- Hans Leutscher, Nederlands beeldhouwer en fotograaf
- Ileen Montijn, Nederlands historica en schrijfster
- Pierre Muller, Zwitsers politicus (overleden 2022)
- Pablo Nahar, Surinaams jazzmusicus (overleden 2024)
- Julio Poch, Argentijns-Nederlands piloot
- Huibert Pols, Nederlands hoogleraar en arts
- Bram van Splunteren, Nederlands programmamaker
- Oumou Sy, Senegalees modeontwerpster
- Pauline Terreehorst, Nederlands bestuurder, journaliste en publiciste
- Jos van Veldhoven, Nederlands dirigent
- Bert Veldkamp, Nederlands basgitarist (overleden 2024)
- Susan Wolf, Amerikaans filosofe
- Helen Zia, Amerikaans schrijfster

## Weerextremen in België
- 27 januari: 28 cm sneeuw in Koksijde.
- 11 februari: 100 cm sneeuw in de Hoge Venen.
- 30 april: Maximumtemperatuur gedurende 12 dagen meer dan 20 °C in Ukkel.
- 1 mei: Maximumtemperatuur tot 27,8 °C in Leopoldsburg.
- 2 juli: Dit is de warmste nacht van de eeuw in Ukkel : de temperatuur zakt niet onder 21,9 °C.
- 3 juli: Hagelbollen tot 8 cm op bepaalde plaatsen. 83 mm neerslag in Oorderen (Antwerpen)
- 6 juli: Maximumtemperatuur tot 31,7 °C op de Baraque Michel (Jalhay) en 37,1 °C in Rochefort en in Ukkel.
- 8 juli: 32 mm neerslag in één uur nabij de afdamming van de Gileppe (Jalhay). 6 arbeiders verdrinken tijdens plotse overstroming van de Soor.
- 21 augustus: 151 mm neerslag in 1 week in Thimister.
- 19 september: Sneeuw in de Hoge Venen.
- 20 september: Koudste september-decade van de eeuw in Ukkel: gemiddelde temperatuur 10,9 °C.
- 20 september: Minimumtemperatuur ten zuiden van Samber en Maas: −0,9 °C op de Baraque Michel (Jalhay) en −1,4 °C in Rochefort.
- 8 november: Sneeuwt op de hoogplateaus van de Ardennen: tussen 5 en 11 cm.
- herfst: Na 1887 herfst met laagste gemiddelde temperatuur: 7,7 °C (normaal 10,4 °C).

Bron: KMI Gegevens Ukkel 1901-2003  met aanvullingen